# NGC 56
Az NGC 56 egy ismeretlen objektum a Pisces (Halak) csillagképben.

## Felfedezése
Az NGC 56-ot John Herschel fedezte fel 1825. október 13-án.